# Rhopalum coarctatum
Rhopalum coarctatum är en stekelart som först beskrevs av Giovanni Antonio Scopoli 1763.  Rhopalum coarctatum ingår i släktet Rhopalum, och familjen Crabronidae. Arten är reproducerande i Sverige.